# Aberdeen (Idaho)
Aberdeen é uma cidade localizada no estado americano de Idaho, no Condado de Bingham.

## Demografia
Segundo o censo americano de 2000, a sua população era de 1840 habitantes. 
Em 2006, foi estimada uma população de 1809, um decréscimo de 31 (-1.7%).

## Geografia
De acordo com o United States Census Bureau tem uma área de 
2,6 km², dos quais 2,6 km² cobertos por terra e 0,0 km² cobertos por água. Aberdeen localiza-se a aproximadamente 1342 m acima do nível do mar.

## Localidades na vizinhança
O diagrama seguinte representa as localidades num raio de 36 km ao redor de Aberdeen. 